# Calliteara diplozona
Calliteara diplozona är en fjärilsart som beskrevs av Collenette 1932. Calliteara diplozona ingår i släktet harfotsspinnare, och familjen tofsspinnare. Inga underarter finns listade i Catalogue of Life.